# Тарасовка (Прискоковское сельское поселение)
Тарасовка — деревня в Красносельском районе Костромской области. Входит в состав Прискоковского сельского поселения.

## География
Находится в юго-западной части Костромской области на расстоянии приблизительно 12 км на восток по прямой от районного центра поселка Красное-на-Волге.

## История
Известна с 1872 года, когда здесь было учтено 9 дворов, в 1907 году отмечено было 7 дворов.

## Население
Постоянное население составляло 61 человек (1872 год), 14(1897), 34 (1907), 5 в 2002 году (русские 83 %), 3 в 2022.